# Perigune
Perigune (in greco antico Περιγούνη) è un personaggio della mitologia greca, figlia di Sini, il brigante ucciso da Teseo. 

Viene descritta come "molto bella e molto alta".

## Mitologia
Riuscì a sfuggire alla violenza dell'eroe invocando l'aiuto delle piante "arbusti spinosi" e "asparagi selvatici" del proprio giardino ed in cambio Perigune promise di non estirparli né bruciarli mai più. 

Convinta da Teseo che non le avrebbe fatto del male, Perigune uscì dal nascondiglio di sua spontanea volontà e si congiunse con l'eroe e dalla loro unione nacque Melanippo. 

Successivamente Teseo la diede in sposa a Deioneo, figlio di Eurito. 
I discendenti di Melanippo ebbero sacre le medesime piante invocate da Perigune, in particolare gli asparagi.
La figura di Perigune è ricordata da Plutarco in Vita di Teseo, 8.